# Frédéric Vichot
Frédéric Vichot (* Valay, 1 de mayo de 1959). Fue un ciclista francés, profesional entre 1981 y 1992, cuyos mayores éxitos deportivos los logró en el Tour de Francia, donde obtendría 2 victorias de etapa, y en la Vuelta a España, donde conseguiría 1 victoria de etapa en la edición de 1981. Como amateur obtuvo el triunfo en el Circuit des Mines como victoria más destacada en 1980.

## Palmarés
| 1980 - Circuit de Lorraine, más 1 etapa 1981 - 1 etapa de la Vuelta a España 1983 - 1 etapa del Tour del Porvenir | 1984 - 1 etapa del Tour de Francia 1985 - 1 etapa del Tour de Francia |